# Месфуф

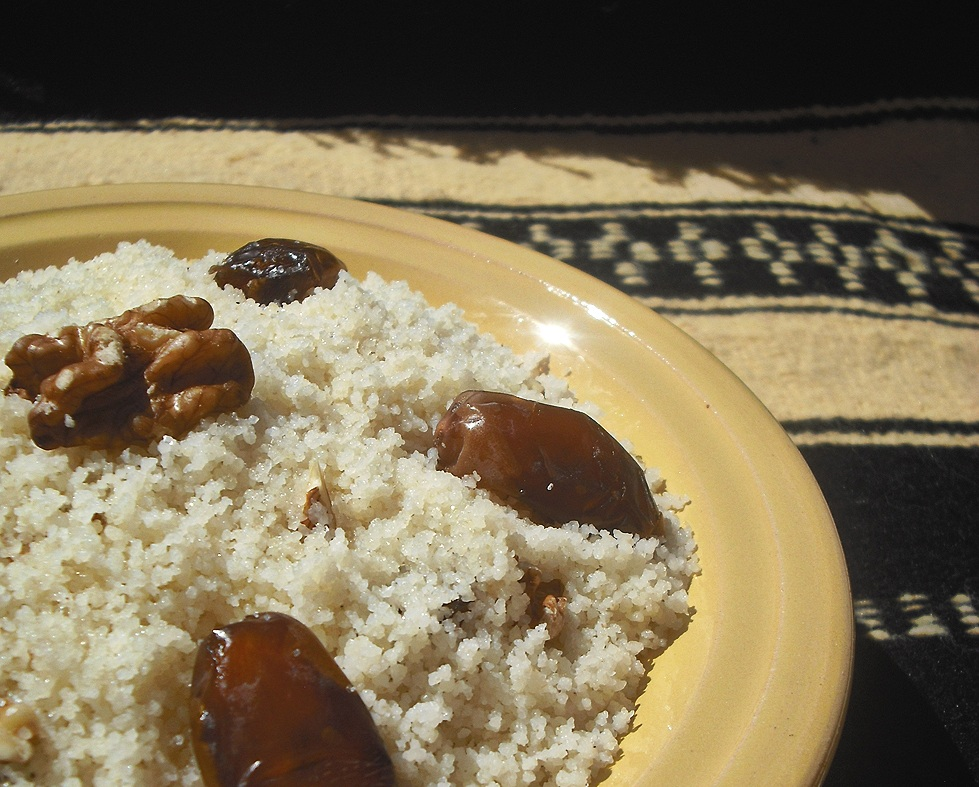
Алжирський варіант страви.

Месфуф (mesfouf або masfouf, (араб. مسفوف) — магрібська страва; десертний варіант кускуса з маслом, заправлений медом, підсмаженими горіхами та фруктами Замість звичайного для кускуса соусу використовується раіб або сир жбен. Типово вживання месфуфа на Рамадан, для розговлення. Також його подають на традиційних урочистостях чи сімейних трапезах. Месфуф містить багато клітковини та вітамінів.
В Алжирі в солодкий месфуф додають ізюм, але є і несолодкий різновид із горохом, Кінськими бобами та цибулею.
Може містити овочі та м'ясо. Інші варіанти включають горох і висушений виноград, як на околицях Тунісу.
Мешканці Сфаксу вважають за краще прикрашати месфуф мигдалем, фініками та сухофруктами (також фісташками, лісовими горіхами) та заварним кремом. Деякі також люблять наливати в месфуф молоко і додавати цукор, сушені ягоди чи фініки. Версія месфуфу з острова Джерба пряна і часто заправлена перцем, сушеним м'ясом та різними травами (часник, фенхель, лаванда тощо).